# Епархия Галле
Епархия Галле (лат. Dioecesis Gallensis) — епархия Римско-Католической Церкви с центром в городе Галле в Шри-Ланке. Епархия Галле входит в митрополию Коломбо.

## История
25 августа 1893 года Святой Престол учредил епархию Галле, выделив её из архиепархии Коломбо. 
2 ноября 1995 года часть территории епархии Галле отошла к епархии Ратнапуры.

## Ординарии
- епископ Giuseppe van Reeth (11.01.1895 — † 1923)
  - епископ Gaston Robichez (1923 — 28.05.1934), апостольский администратор
- епископ Nicholas Laudadio (28.05.1934 — 26.05.1964)
- епископ Anthony de Saram (22.03.1965 — † 28.02.1982)
- епископ Don Sylvester Wewitavidanelage (15.10.1982 — 1995)
- епископ Elmo Noel Joseph Perera (1.06.1995 — 11.10.2004)
- епископ Harold Anthony Perera (15.02.2005 — 14.05.2009), назначен епископом Курунегалы
- епископ Raymond Wickramasinghe (с 27 мая 2011 года)

## Источник
- Annuario Pontificio, Libreria Editrice Vaticana, Città del Vaticano, 2003, ISBN 88-209-7422-3